# Navicella (algue)
Pour les articles homonymes, voir Navicella.
Genre
Navicella est un genre de diatomées de la famille des Cymbellaceae.